# Hertha Sponer
Hertha Sponer (Nysa, Polônia, Império Alemão, 1 de setembro de 1895 – Ilten, Sehnde, Alemanha Ocidental, 27 de fevereiro de 1968) foi uma física e química alemã, que contribuiu para a mecânica quântica moderna e física molecular, a primeira mulher da faculdade de física da Universidade Duke.

## Formação e carreira
Sponer nasceu em Nysa, Província da Silésia, e concluiu sua formação escolar em Nysa. Passou um ano na Universidade de Tübingen, seguindio para a Universidade de Göttingen, onde obteve um doutorado em 1920, orientada por Peter Debye. Durante sua permanência na Universidade de Tübingen foi assistente de James Franck. Em 1921, juntamente com poucas outras, esteve entre as primeiras mulheres a obter um doutorado em física na Alemanha, com o direito de lecionar ciência em uma universidade da Alemanha. Em outubro de 1925 recebeu uma bolsa da Fundação Rockefeller para a Universidade da Califórnia em Berkeley, onde permaneceu um ano. Durante sua permanência em Berkeley colaborou com Raymond Thayer Birge, desenvolvendo o que é atualmente denominado método de Birge–Sponer para determinar energias de desassociação.
Em 1932 Sponer já havia publicado cerca de 20 artigos científicos em periódicos como Nature e Physical Review, tendo se tornado professora associada de física. Em 1933 James Franck demitiu-se e saiu de Göttingen e um ano depois ela foi demitida de seu cargo quando Adol Hitler chegou ao poder, devido ao estigma dos nazistas contra as mulheres na academia. Em 1934 Sponer mudou-se para Oslo para lecionar na Universidade de Oslo como professora visitante. Em 1936 começou a trabalhar na Universidade Duke, onde permaneceu como professora até 1966, quando se tornou professora emérita, cargo que ocupou até sua morte em 1968.
Durante sua carreira acadêmica Sponer realizou pesquisas em mecânica quântica, física e química. Escreveu e publicou vários estudos, muitos dos quais em colaboração com físicos famosos, incluindo Edward Teller. Ela fez muitas contribuições para a ciência, incluindo a aplicação da mecânica quântica à física molecular e trabalhou nos espectros de absorção quase ultravioleta. Ela montou um laboratório de espectroscopia no departamento de física da Universidade Duke, que mais tarde foi transferido para seu próprio novo prédio.
Sponer casou com James Franck em 1946. Morreu em Ilten, Baixa Saxônia.

## Publicações selecionadas
- Sponer, Hertha (1921). «Über die Häufigkeit unelastischer Zusammenstöße von Elektronen mit Quecksilberatomen» [Inelastic Impacts of Electrons with Mercury Atoms] (PDF). Springer Science and Business Media LLC. Zeitschrift für Physik (em alemão). 7 (1): 185–200. ISSN 1434-6001. doi:10.1007/bf01332788
- Sponer, H. (1925). «Bemerkungen zum Serienspektrum von Blei und Zinn» [The Series Spectra of Lead and Tin]. Springer Science and Business Media LLC. Zeitschrift für Physik (em alemão). 32 (1): 19–26. ISSN 1434-6001. doi:10.1007/bf01331645
- Franck, J.; Sponer, H.; Teller, E. (1932). «Bemerkungen über Prädissoziationsspektren dreiatomiger Moleküle» [Predissociation Spectra of Triatomic Molecules]. Zeitschrift für Physikalische Chemie (em alemão). 18B (1): 88-102. ISSN 0942-9352. doi:10.1515/zpch-1932-1809
- Sponer, H.; Nordheim, G.; Sklar, A. L.; Teller, E. (1939). «Analysis of the Near Ultraviolet Electronic Transition of Benzene». AIP Publishing. The Journal of Chemical Physics. 7 (4): 207–220. ISSN 0021-9606. doi:10.1063/1.1750419